# Ruxandra Dragomir
Ruxandra Dragomir Ilie (Pitești, 24 d'octubre de 1972) és exjugadora de tennis romanesa. Va guanyar quatre títols individuals i cinc de dobles en el circuit WTA (Associació de tennis femení). Juga amb la dreta.
Va assolir la seva màxima classificació individual de la WTA el 25 d'agost de 1997, quan es va convertir en la número 15 del món. Va participar en els Jocs Olímpics d'estiu de 1992, 1996 i 2000.
Entre els anys 2009 i 2013 va ser presidenta de la Federació romanesa de tennis.

## Palmarès: 9 (4−5)

### Individual: 8 (4−4)
| Llegenda                     |
| ---------------------------- |
| Grand Slam (0−0)             |
| WTA Tour Championships (0−0) |
| Tier I (0−0)                 |
| Tier II (0−3)                |
| Tier III (1−0)               |
| Tier IV (3−1)                |
| Tier V (0−0)                 |

| Títols per superfície |
| --------------------- |
| Dura (1−0)            |
| Gespa (1−1)           |
| Terra batuda (2−3)    |

| Resultat   | Núm. | Data                   | Torneig                         | Superfície   | Oponent             | Marcador           |
| ---------- | ---- | ---------------------- | ------------------------------- | ------------ | ------------------- | ------------------ |
| Finalista  | 1.   | 24 de juliol de 1995   | Maria Lankowitz, Àustria        | Terra batuda | Judith Wiesner      | 6−7(4), 3−6        |
| Guanyadora | 1.   | 6 de maig de 1996      | Budapest, Hongria               | Terra batuda | Melanie Schnell     | 7−6(6), 6−1        |
| Guanyadora | 2.   | 9 de setembre de 1996  | Karlovy Vary, República Txeca   | Terra batuda | Patty Schnyder      | 6−2, 3−6, 6−4      |
| Guanyadora | 3.   | 18 de novembre de 1996 | Pattaya, Tailàndia              | Dura         | Tamarine Tanasugarn | 7−6(4), 6−4        |
| Finalista  | 2.   | 28 d'abril de 1997     | Hamburg, Alemanya               | Terra batuda | Iva Majoli          | 3−6, 2−6           |
| Guanyadora | 4.   | 16 de juny de 1997     | 's-Hertogenbosch, Països Baixos | Gespa        | Miriam Oremans      | 5−7, 6−2, 6−4      |
| Finalista  | 3.   | 11 d'abril de 1999     | Amelia Island, Estats Units     | Terra batuda | Monica Seles        | 2−6, 3−6           |
| Finalista  | 4.   | 25 de juny de 2000     | 's-Hertogenbosch                | Gespa        | Martina Hingis      | 2−6, 0−3, retirada |

### Dobles: 10 (5−5)
| Llegenda                     |
| ---------------------------- |
| Grand Slam (0−0)             |
| WTA Tour Championships (0−0) |
| Tier I (0−0)                 |
| Tier II (0−1)                |
| Tier III (2−1)               |
| Tier IV (3−2)                |
| Tier V (0−1)                 |

| Títols per superfície |
| --------------------- |
| Dura (0−2)            |
| Gespa (1−0)           |
| Terra batuda (4−3)    |

| Resultat   | Núm. | Data                 | Torneig                         | Superfície   | Parella             | Oponents                            | Marcador            |
| ---------- | ---- | -------------------- | ------------------------------- | ------------ | ------------------- | ----------------------------------- | ------------------- |
| Guanyadora | 1.   | 4 de juliol de 1994  | Palerm, Itàlia                  | Terra batuda | Laura Garrone       | Alice Canepa Giulia Casoni          | 6−1, 6−0            |
| Guanyadora | 2.   | 15 de maig de 1995   | Bournemouth, Regne Unit         | Terra batuda | Mariaan de Swardt   | Kerry-Anne Guse Patricia Hy-Boulais | 6−3, 7−5            |
| Finalista  | 1.   | 5 de gener de 1997   | Gold Coast, Austràlia           | Dura         | Silvia Farina       | Naoko Kijimuta Nana Miyagi          | 6−7, 1−6            |
| Finalista  | 2.   | 28 d'abril de 1997   | Hamburg, Alemanya               | Terra batuda | Iva Majoli          | Anke Huber Mary Pierce              | 6−4, 6−7(1), 2−6    |
| Guanyadora | 3.   | 14 de juliol de 1997 | Praga, República Txeca          | Terra batuda | Karina Habšudová    | Eva Martincová Helena Vildová       | 6−1, 5−7, 6−2       |
| Guanyadora | 4.   | 21 de juliol de 1997 | Varsòvia, Polònia               | Terra batuda | Inés Gorrochategui  | Catherine Barclay Meike Babel       | 6−4, 6−0            |
| Finalista  | 3.   | 10 de juliol de 2000 | Palerm                          | Terra batuda | V. Ruano Pascual    | Silvia Farina Elia Rita Grande      | 4−6, 6−0, 6−7(6)    |
| Finalista  | 4.   | 7 de gener de 2001   | Hobart, Austràlia               | Dura         | V. Ruano Pascual    | Elena Likhovtseva Cara Black        | 4−6, 1−6            |
| Guanyadora | 5.   | 18 de juny de 2001   | 's-Hertogenbosch, Països Baixos | Gespa        | Nàdia Petrova       | Kim Clijsters Miriam Oremans        | 7−6(5), 6−7(5), 6−4 |
| Finalista  | 5.   | 22 de juliol de 2001 | Knokke-Heist, Bèlgica           | Terra batuda | Andreea Ehritt-Vanc | V. Ruano Pascual Magüi Serna        | 4−6, 3−6            |

## Trajectòria

### Individual
| Open d'Austràlia | A   | A           | 1R          | 2R          | 2R | 4R          | 4R          | 3R          | 3R | 3R          | A           | A           | 1R  | A   | 0 / 9 | 14 − 9 |
| Roland Garros | A   | 4R          | 4R          | 4R          | 2R | QF          | 3R          | 4R          | 4R | 1R          | A           | A           | A   | A   | 0 / 9 | 22 − 9 |
| Wimbledon | A   | 2R          | 2R          | 1R          | 3R | 1R          | 1R          | 2R          | 1R | 1R          | A           | A           | A   | A   | 0 / 9 | 5 − 9  |
| US Open | A   | 1R          | 2R          | 1R          | 1R | 1R          | 1R          | 2R          | 2R | A           | A           | A           | A   | A   | 0 / 8 | 3 − 8  |
| Jocs Olímpics | A   | No celebrat | No celebrat | No celebrat | 1R | No celebrat | No celebrat | No celebrat | 1R | No celebrat | No celebrat | No celebrat | A   | NC  | 0 / 2 | 0 – 2  |
| Rànquing a final d'any | 140 | 74          | 82          | 54          | 25 | 19          | 38          | 20          | 45 | 129         | –           | –           | 259 | 702 |       |        |
| Llegenda: G: Guanyadora; F: Finalista; SF: Semifinalista; QF: Quarts de final; Q: Qualificació; A: Absent; RR: Round Robin |     |             |             |             |    |             |             |             |    |             |             |             |     |     |       |        |

### Dobles
| Open d'Austràlia | A   | A           | 2R          | 1R          | 1R | 3R          | 3R          | 3R          | 2R | 1R          | A           | A           | A   | 2R  | 0 / 9  | 9 − 9  |
| Roland Garros | A   | A           | 1R          | 1R          | 1R | 3R          | 1R          | 2R          | 2R | 2R          | A           | A           | 1R  | 1R  | 0 / 10 | 5 − 10 |
| Wimbledon | A   | A           | 1R          | 1R          | 2R | 1R          | 1R          | 1R          | 2R | 1R          | A           | 2R          | A   | A   | 0 / 9  | 3 − 9  |
| US Open | A   | 1R          | 1R          | 1R          | 2R | QF          | 3R          | 2R          | 1R | A           | A           | A           | A   | A   | 0 / 8  | 7 − 8  |
| Jocs Olímpics | 1R  | No celebrat | No celebrat | No celebrat | 1R | No celebrat | No celebrat | No celebrat | A  | No celebrat | No celebrat | No celebrat | A   | NC  | 0 / 2  | 0 – 2  |
| Rànquing a final d'any | 155 | 99          | 98          | 74          | 67 | 21          | 58          | 50          | 41 | 66          | –           | 260         | 118 | 114 |        |        |
| Llegenda: G: Guanyadora; F: Finalista; SF: Semifinalista; QF: Quarts de final; Q: Qualificació; A: Absent; RR: Round Robin |     |             |             |             |    |             |             |             |    |             |             |             |     |     |        |        |